# لو جينغجينغ
لو جينغجينغ (بالصينية: 魯晶晶) مواليد 5 مايو 1989 في منغوليا الداخلية، هي لاعبة كرة مضرب صينية تلعب باليد اليمنى. أعلى تصنيف لها في الفردي كان المركز الـ 178 في سنة 2011. بينما في الزوجي كان أعلى تصنيف هو 105.

## روابط خارجية
- لو جينغجينغ على موقع رابطة محترفات التنس (الإنجليزية)
- لو جينغجينغ على موقع الاتحاد الدولي لكرة المضرب (الإنجليزية)
- لو جينغجينغ على موقع كأس بيلي جين كينغ (الإنجليزية)
- لو جينغجينغ على موقع خلاصة التنس.كوم (الإنجليزية)
- لو جينغجينغ على موقع اللجنة الأولمبية الصينية (الإنجليزية)